# 오노 다케시
오노 다케시(일본어: 大野 毅, 1944년 11월 22일 ~ )는 일본의 전 축구 선수이다.

## 국가대표팀 경력
그는 1965년 3월25일 싱가포르과의 경기에서 일본 국가대표팀에 데뷔했다. 그는 1971년까지 국제 A매치 통산 3경기에 출전했다.

## 통계
| 일본 | 일본 | 일본 |
| 연도 | 출전 | 득점 |
| ---- | ---- | ---- |
| 1965 | 1    | 0    |
| 1966 | 0    | 0    |
| 1967 | 0    | 0    |
| 1968 | 0    | 0    |
| 1969 | 0    | 0    |
| 1970 | 0    | 0    |
| 1971 | 2    | 0    |
| 통산 | 3    | 0    |